# Cerro Belvedere
Cerro Belvedere är ett berg i Argentina.   Det ligger i provinsen Neuquén, i den sydvästra delen av landet, 1 300 km sydväst om huvudstaden Buenos Aires. Toppen på Cerro Belvedere är 1 959 meter över havet, eller 48 meter över den omgivande terrängen. Bredden vid basen är 0,20 km.
Terrängen runt Cerro Belvedere är varierad. Runt Cerro Belvedere är det mycket glesbefolkat, med 3 invånare per kvadratkilometer.. Närmaste större samhälle är Villa La Angostura, 7,2 km söder om Cerro Belvedere. 
I omgivningarna runt Cerro Belvedere växer i huvudsak blandskog.